# إدوين دي هافن
إدوين دي هافن (بالإنجليزية: Edwin De Haven)‏ هو ضابط أمريكي، ولد في 7 مايو 1816 في فيلادلفيا في الولايات المتحدة، وتوفي بنفس المكان في 1 مايو 1865.